# 메시에 60
M60(NGC 4649)은 처녀자리에 있는 타원 은하로 우리로부터 약 6천만 광년 떨어져 있다.
1779년에 요한 고트프리트 쾰러가 발견했다. M59, NGC 4638, NGC 4647, NGC 4660과 함께 작은 그룹을 이루고 있다. 특히 NGC4647과 인접해 있어서 조석 진화를 겪는 중이다.

## 초신성
초신성 SN 2004W가 이 은하계에서 목격되었다.

## 같이 보기
- 소용돌이 은하
- NGC 7318